# 45-я стрелковая дивизия (1-го формирования)
45-я стрелковая дивизия — воинское соединение РККА в период Гражданской и Второй мировой войн. В 1932 году 45-я стрелковая дивизия была обращена на формирование 45-го механизированного корпуса. В 1935—1938 годах сформирована новая дивизия с тем же номером и той же нумерацией частей.

## Полное наименование
45-я стрелковая Волынская Краснознамённая дивизия

## Формирование 1919 года
Сформирована на Украине (в районе Одессы) приказом РВС 12-й Армии от 16.06.1919 г. из частей 3-й Украинской советской армии, в основном — 5-й Украинской советской дивизии, и повстанческих отрядов.
После того, как в январе 1919 года румынские войска подавили Хотинское восстание в Северной Бессарабии, из эвакуировавшихся на левый берег Днестра повстанцев была сформирована Особая Бессарабская бригада, которая в дальнейшем была включена в состав 45-й стрелковой дивизии РККА.

### Гражданская война
С 14 августа 1919 года входила в состав Южной группы войск 12-й Армии, оборонявшей Одессу. После оставления Одессы в августе-сентябре 1919 г. совершила 400-км переход по тылам противника, за что награждена Почётным революционным Красным Знаменем (1919 г.). В сентябре-октябре 1919 г. — в резерве 12-й Армии и Южного фронта. В ноябре 1919 г. переброшена под Петроград, но была возвращена на Южный фронт для поддержки наступления 14-й Армии на Харьков. В декабре 1919 г. — январе 1920 г. преследовала деникинские войска на Правобережной Украине, разоружала махновцев в районе Александровска.
В январе-феврале 1920 года дивизия участвовала в операции по освобождению Одессы. С марта 1920 г. — на советско-польском фронте. В мае-июне в составе Фастовской группы в боях под Белой Церковью, в июне-июле наступала на Шепетовку и Дубно, в августе участвовала в Львовской операции, наступая на золочевском а потом на львовском направлениях, штаб дивизии некоторое время выполнял функции управления группы войск на этих направлениях. В августе-сентябре 1920 г. вела оборонительные бои и отходила на восток. В ноябре 1920 г. участвовала в боях против петлюровских войск и частей 3-й Армии Врангеля на Правобережной Украине.
В декабре 1920 г. — начале 1921 г. участвовала в борьбе с бандами и охраняла сахарные заводы.
10 декабря командующим Вооружёнными Силами Украины и Крыма назначен М. В. Фрунзе. Вооружённые Силы Украины и Крыма состояли из двух округов, Киевского и Харьковского.
30 декабря Совет Народных Комиссаров СССР (председатель совета Ленин, Владимир Ильич) принял решение сократить Красную Армию.

### 1921—1932 года
Осенью 1921 года в Вооружённых Силах Украины и Крыма проведены крупные манёвры войск. Проводились они недалеко от румынской границы, на Подолии. Руководил манёврами командующий Вооружёнными Силами Украины и Крыма М. В. Фрунзе. Эти манёвры в мирное время были первыми после окончания гражданской войны в России. Наряду с 45-й сд в них приняли участие 1-й корпус червонного казачества (командир Примаков, Виталий Маркович) в составе 1-й Запорожской червонно-казачьей дивизии и 2-й Черниговской червонно-казачьей дивизии, Кавалерийская бригада (командир Котовский, Григорий Иванович), а также 25-я стрелковая дивизия имени В. И. Чапаева, 24-я стрелковая дивизия Ульяновская, 44-я стрелковая дивизия. Подольские манёвры показали хорошую боевую подготовку войск.
С сентября 1921 года 45-я Волынская стрелковая дивизия входила в состав Киевского военного округа.
С 1921 года красноармейцы дивизии стали читать окружной журнал «Красная рота». Окружная газета «Красная Армия» издавалась на украинском и русском языках.
17 ноября 1921 года получила название «45-я Волынская Краснознамённая стрелковая дивизия».
31 января 1922 года введены нарукавные знаки различия командного состава РККА. Располагались нарукавные знаки на полях клапанов: у пехоты был цвет — красный, у кавалерии — синий, у артиллерии — чёрный. Командиры отделений, помощники командиров взводов, старшины, командиры взводов, командиры рот, командиры батальонов (дивизионов), командиры полков, начальник дивизии стали иметь на военной форме видимые знаки отличия.
21 апреля Совет Труда и Обороны принял постановление слить Киевский военный округ (командующий войсками округа Якир, Иона Эммануилович) и Харьковский военный округ (командующий войсками округа Корк А. И.) в Юго-Западный военный округ (командующий войсками округа М. Я. Германович). Управление округа должно было находиться в г. Харькове. 45-я сд вошла в состав Юго-Западного военного округа.
1 мая воины дивизии приняли военную присягу. Это торжественное мероприятие проводилось в первый раз после окончания гражданской войны.
27 мая Юго-Западный военный округ получил название — Украинский военный округ.
В 1922 году организация стрелковой дивизии изменилась, количество стрелковых полков в дивизии сокращалось с девяти до трёх. В мае начал формироваться 14-й стрелковый корпус с управлением в г. Киеве. В состав корпуса вошли 7-я стрелковая дивизия и 45-я сд. Управление 45-й сд должно было находиться в городе Киев.
1 июня для оперативно-строевого руководства войсками в Украинском военном округе сформирован Киевский военный район (командир района И. Э. Якир). 14-й стрелковый корпус вошёл в состав этого района. 3 июня завершились организационные изменения военной структуры на Украине. 45-я сд теперь входила в состав 14-го ск, далее в Киевский военный район, далее в Украинский военный округ. 12 августа 45-я сд прибыла на место дислокации в город Киев.
30 декабря советские республики объединились в Союз Советских Социалистических Республик.
8 августа 1923 года декретом ЦИК и СНК СССР в Красной Армии введена территориально-милиционная система организации Вооружённых Сил. Так как 7-я Черниговская сд стала территориальной, 14-й ск тоже стал территориальным. 45-я Волынская сд не переводилась на новый принцип комплектования, оставаясь кадровой.
Военная реформа 1924—1925 годов.
45-я Волынская стрелковая дивизия (133-й, 134-й и 135-й стрелковые полки) дислоцировалась в Киеве, начальник дивизии Василенко Матвей Иванович.
Весной 1924 года проведён первый регулярный призыв в армию. Эти изменения позволяют проводить регулярные занятия по боевой подготовке.
В соответствии с решениями 1-го Всесоюзного артиллерийского совещания (май 1924 г.) летом 1924 года в стрелковых дивизиях создаются артиллерийские полки двухдивизионного состава.
7 октября председатель Революционного Военного Совета СССР Троцкий, Лев Давидович подписал приказ о переводе стрелковых дивизий на единую организационную структуру.
Дивизия награждена орденом Трудового Красного Знамени УССР.
Осенью проведён второй регулярный призыв в армию.
1 января 1925 года 45-я сд входила в состав 14-го ск. Начальник дивизии М. И. Василенко. Управление дивизии в г. Киев.
Численность личного состава дивизии 6516 человек. Вооружение дивизии: 54 орудия, 81 ручной пулемёт, 189 станковых пулемётов, 243 гранатомёта.
133-й, 134-й, 135-й стрелковые полки состояли: 1, 2, 3-й стрелковые батальоны, батарея полковой артиллерии и обслуживающие подразделения.
В летнем периоде обучения 1925 года большое внимание командирами уделялось тактической подготовке. Занятия по тактической подготовке проводились со включением тем стрелковой подготовки. По указанию командующего войсками округа Егорова А. И. проводились 3 — 4-дневные выходы подразделений (рот и батальонов) в поле для проведения тактических занятий. Проводились занятия по политической грамоте.
Политические знания красноармейцы дивизии пополняли из окружной газеты «Красная Армия» на украинском и русском языках и военно-политического журнала «Армия и революция». Окружной журнал «Красная рота» перестал издаваться.
По предложению ЦК КП(б) Украины советские и партийные организации Украины оказали помощь войскам округа в ремонте и оборудовании казарм.
Командир роты Полтавской школы комсостава Богданов, Семён Ильич назначен командиром батальона (09.1925-03.1926) 135-го стрелкового полка 45-й сд.
Перевооружение армии 1929—1937 годы.
45-я Волынская сд (133, 134, 135-й стрелковые полки), начальник дивизии М. И. Василенко.
В 1929 году начальником 45-й сд назначен Борисенко Антон Николаевич.
25 февраля ЦК ВКП(б) принимает постановление «О командном и политическом составе РККА». ЦК ориентировал политработников и командиров-коммунистов воспитывать воинов быть преданными Советской власти, различать классового врага.
45-я сд дислоцировалась в г. Киеве Киевского района (см. Киевский округ) (управление, 134-й сп, 135-й сп, 45-й артиллерийский полк, 45-й конный эскадрон, 45-я рота связи, 45-я сапёрная рота), а 133-й сп в г. Коростень.(4с)
Дивизия охраняла западную сухопутную советско-польскую границу.
16 апреля 1931 года издана директива о начале строительства Коростеньского, Летичевского, Могилёв-Подольского (Могилёв-Ямпольского), Рыбницкого и Тираспольского укреплённых районов.
В начале 30-х годов в войсках округа проходило активное изучение нового вооружения под лозунгом «За овладение техникой!». Красноармейцы изучали правила хранения и эксплуатации техники, боролись умелое её использование на занятиях. В частях велась военно-техническая пропаганда. Большое место на своих страницах пропаганде технических знаний уделяла армейская печать. В 1931 году с 10 апреля окружная газета «Красная Армия» стала выходить со специальным приложением с названием «За технику!». В этой работе принимала участие и многотиражная газета 45-й дивизии.
4 февраля 1932 года управление 45-й стрелковой дивизии преобразуется в управление 45-го механизированного корпуса, 133-й стрелковый полк — в 133-ю механизированную бригаду, 134-й стрелковый полк — в 134-ю механизированную бригаду, 135-й стрелковый полк — в 135-ю стрелково-пулемётную бригаду.

## Формирование 1935 года
Вместо ушедшей на формирование 45-го мехкорпуса 45-й сд, осенью 1935 года в районе г. Новоград-Волынский (Киевский ВО) была сформирована новая дивизия с прежним названием. Нумерацию частей дивизия получила от прежней 45-й Волынской Краснознамённой дивизии. Формирование продолжалось до мая 1938 г.
Участвовала в Польской кампании 1939 года в составе 15-го стрелкового корпуса 5-й Армии Украинского фронта и в Великой Отечественной войне.
2 октября 1939 года дивизия была в составе 15-го стрелкового корпуса 5-й армии Украинского фронта.
Перед началом войны являлась передовой дивизией Киевского особого военного округа, в 1940 г. награждена переходящим Красным Знаменем КОВО. Наличие в составе Таращанского стрелкового полка, ранее входившего в состав 44-й стрелковой дивизии (1-го формирования) под командованием Н. А. Щорса, являлось основанием для того, чтобы называть дивизию продолжателем его традиций.

## Великая Отечественная война
Во время Великой Отечественной войны 45-я Волынская Краснознамённая стрелковая дивизия в действующей армии с 22 июня 1941 года по 30 июля 1942 года и с 15 октября 1942 года по 1 марта 1943 года.
В начале войны дивизия действовала в составе 15-го ск 5-й армии. Участвовала в Приграничном сражении. После прорыва противника на стыке 5-й и 6-й армий дивизия отходила на промежуточные рубежи по рекам Стоход и Случь, а затем в Коростеньский УР. 24-31 июля участвовала в контрударе у города Малин. 20 августа, ввиду наметившегося обхода правого фланга 5-й армии, начался отход армии за Днепр. При этом 15-й стрелковый корпус, за исключением 45-й дивизии, был переброшен в район северо-восточнее Чернигова автотранспортом и по железной дороге. 45-я дивизия отходила в пешем порядке, при этом прикрывая в одиночку всю полосу, которую ранее занимал корпус. Отход на рубеж Днепра был произведён успешно, однако в результате совместного наступления 2-й и 6-й армий немцев 5-я армия потерпела поражение. 45-я сд была окружена в районе Чернигова, командир дивизии Шерстюк ранен. К 10 сентября из окружения прорвалось всего 500 человек из состава 45-й и 62-й сд, объединённых в группу командира 62-й сд полковника Тимошенко, материальная часть была практически полностью потеряна. Остатки дивизии были рассеяны при выходе из Киевского «котла», однако командир дивизии вышел из окружения со штабом 15-го ск и было спасено знамя дивизии. Фактически дивизия была сформирована заново в ноябре-декабре 1941 года в Воронеже, по большей части из местных жителей (в том числе из народного ополчения). Дивизия 7 ноября 1941 года приняла участие в параде войск в Воронеже.
С 20 декабря 1941 года дивизия участвовала в зимнем контрнаступлении советских войск в составе 40-й армии. После начала летнего наступления немцев дивизия была окружена в районе Старого Оскола и большей частью уничтожена. Остатки дивизии в конце июля 1942 года выведены на переформирование в Барышский район Ульяновской области. После пополнения в октябре дивизия была переброшена под Сталинград. За отличие в боях 1 марта 1943 года преобразована в 74-ю гвардейскую стрелковую дивизию.

## Подчинение
- Западный фронт, 12-я армия, — июнь-октябрь 1919 г.
- Южный фронт, Юго-Западный фронт, 14-я армия, — ноябрь 1919-март 1920 г.
- Юго-Западный фронт, 12-я армия, — март-апрель 1920 г.
- Юго-Западный фронт, 14-я армия, — апрель-май, июнь 1920 г.
- Юго-Западный фронт,Фастовская группа войск — май-июнь 1920 г.
- В оперативном подчинении 1-й Конной Армии — июнь-август 1920 г.
- Юго-Западный фронт, 14-я армия, — август-декабрь 1920 г.
- Киевский военный округ — январь 1921 г.-апрель 1922 г.
- Юго-Западный военный округ — апрель 1922 г.-июнь 1922 г.
- Украинский военный округ — июнь 1922 г.-май 1935 г.
- Киевский военный округ — май 1935 г.-июль 1938 г.
- Киевский особый военный округ — с июля 1938 г.
- Украинский фронт, 5-я армия, 15-й стрелковый корпус — сентябрь-октябрь 1939 г.
- Юго-Западный фронт, 5-я армия, 15-й стрелковый корпус — на 22.06.1941 года
- Юго-Западный фронт, 40-я армия — на 01.01.1942 года
- Брянский фронт, 40-я армия — на 01.07.1942 года
- Резерв Ставки ВГК, 4-я резервная армия — на 01.10.1942 года.
- Сталинградский фронт, 62-я армия — с 01.10.1942 года
- Донской фронт, 62-я армия — на 01.01.1943 года
- Донской фронт, 62-я армия — на 01.02.1943 года
- Резерв Ставки Верховного Главнокомандования, 62-я армия — на 01.03.1943 года

## Состав дивизии
- Управление ст. Раздельная
- 1-я бригада, комбриг Мазуров
  - 397-й стрелковый советский полк (бывший 1-й полк отдельной Бессарабской бригады)
  - 398-й стрелковый советский полк (бывший 2-й полк отдельной Бессарабской бригады)
  - 399-й стрелковый советский полк (бывший 3-й полк отдельной Бессарабской бригады)
  - 2-й полк 1-й Бессарабской стрелковой советской дивизии
  - 3-й полк 1-й Бессарабской стрелковой советской дивизии
  - Кавалерийский дивизион (бывший конный полк отдельной Бессарабской бригады)
  - Лёгкий артиллерийский дивизион (бывший лёгкий артдивизион отдельной Бессарабской бригады)
- 2-я бригада, комбриг Г. И. Котовский
  - 400-й стрелковый советский полк (бывший 45-й Украинский стрелковый советский полк), командир Колесников
  - 401-й стрелковый советский полк (бывший 40-й Украинский стрелковый советский полк), командир Курковский
  - 402-й стрелковый советский полк (бывший 1-й полк 1-й Бессарабской стрелковой советской дивизии), командир Миргородский
  - Кавалерийский дивизион (бывший конный отряд Г. И. Котовского)
  - Лёгкий артиллерийский дивизион (бывший 14-й лёгкий артдивизион), командир Арелопуло
- 3-я бригада
  - 403-й стрелковый советский полк (бывший 43-й Украинский стрелковый советский полк), командир Панченко
  - 404-й стрелковый советский полк (бывший 44-й Украинский стрелковый советский полк), командир Гончаров
  - 405-й стрелковый советский полк (бывший 42-й Украинский стрелковый советский полк), командир Алексеев
  - Кавалерийский дивизион (бывший 15-й кавалерийский дивизион)
  - Лёгкий артиллерийский дивизион (бывший 15-й лёгкий артдивизион)
- Отдельный кавалерийский дивизион (бывший кавалерийский полк особого назначения Безпалова)
- Гаубичный дивизион (бывший 9-й Украинский гаубичный дивизион), командир Милешко
- Тяжёлый артиллерийский дивизион (бывший 9-й Украинский советский тяжёлый дивизион), командир Жиов
- Автомобильно-броневой отряд (бывший автоброневой отряд Г. В. Елина)
- 45-й советский авиационный дивизион (бывший 1-й Одесский советский авиодивизион)
- 10-й воздухоплавательный отряд, начальник Егоров
- Инженерный батальон (бывший инженерный батальон 5-й стрелковой советской дивизии), дивинженер Юргенс
- Батальон связи
- Почтовая контора № 20
- Телеграфная контора № 208

В 1922 году организация стрелковой дивизии изменилась, количество стрелковых полков в дивизии сокращалось с девяти до трёх.
- управление дивизии
- 133-й стрелковый полк
- 134-й стрелковый полк
- 135-й стрелковый полк
- лёгкий артиллерийский полк (летом 1924 года в стрелковых дивизиях создаются артиллерийские полки двухдивизионного состава.)

- управление дивизии
- 133-й стрелковый полк
- 134-й стрелковый полк
- 135-й стрелковый полк
- отдельный кавалерийский эскадрон
- лёгкий артиллерийский полк (два дивизиона)
- специальные подразделения

- управление дивизии
- 133-й стрелковый полк
- 134-й стрелковый полк
- 135-й стрелковый полк

- управление дивизии
- 133-й стрелковый полк
- 134-й стрелковый полк
- 135-й стрелковый полк
- 45-й артиллерийский полк
- 45-й конный эскадрон
- 45-я рота связи
- 45-я сапёрная рота

- управление дивизии
- 10-й стрелковый полк — подполковник Н. О. Гузь (сентябрь 1940 — сентябрь 1941)
- 61-й стрелковый полк
- 253-й стрелковый полк
- 178-й лёгкий артиллерийский полк
- 217-й гаубичный артиллерийский полк
- 69-й отдельный истребительно-противотанковый дивизион
- 399-я зенитная батарея (63-й отдельный зенитный артиллерийский дивизион)
- 10-я разведывательная рота
- 52-й сапёрный батальон
- 94-й отдельный батальон связи
- 43-й медико-санитарный батальон
- 116-я отдельная рота химической защиты
- 49-й автотранспортный батальон
- 76-я полевая хлебопекарня
- 204-й дивизионный ветеринарный лазарет
- 774-я (222-я) полевая почтовая станция
- 1670-я (335-я) полевая касса Госбанка

## Укомплектованность
- на 22.06.1941 года: личный состав 8373 человека, 8958 винтовок, 360 ручных пулемётов, 156 станковых пулемётов, 64 противотанковых 45-мм пушек, 33 76-мм пушки, 34 122-мм гаубицы, 12 152-мм гаубиц, 141 миномёт, 127 автомашин, 50 тракторов, 1766 лошадей.

## Командиры
- Худяков, Николай Акимович (24.06.1919 — 26.06.1919);
- Савицкий А. С. (26.06.1919 — 07.07.1919);
- Якир, Иона Эммануилович (07.07.1919 — 18.08.1919);
- Гарькавый, Илья Иванович (18.08.1919 — 19.10.1919) (врид);
- Якир, Иона Эммануилович (19.10.1919 — 06.04.1921)[18];
- Гарькавый, Илья Иванович (05.1922 — 09.06.1924);
- Василенко, Матвей Иванович (25.06.1924 — 01.1929);
- Борисенко, Антон Николаевич (01.1929 — 06.1932)[19][20];
- Ремезов, Фёдор Никитич (15.06.1937 — 15.07.1938);
- Шерстюк, Гавриил Игнатьевич (01.04.1941 — 16.11.1941) генерал-майор;
- Смехотворов, Фёдор Никандрович (17.11.1941 — 30.12.1941) генерал-майор;
- Маслюк, Дмитрий Матвеевич (10.01.1942 — 09.03.1942) полковник;
- Соколов, Василий Павлович (10.03.1942 — 01.03.1943) полковник[21].

## Награды и почётные наименования
| Награда (наименование)                | Дата награждения                                                                                        | За что получена                                               |
| ------------------------------------- | --- | ------------------------------------------------------------- |
| Почётное наименование «Волынская»     | присвоено приказом Революционного военного совета № 2710/450 от 30 ноября 1921 года                     |                                                               |
| Почётное революционное Красное Знамя  | награждена постановлением Революционного военного совета от 22 сентября 1919 года                       | за 600-верстный рейд по тылам противника в сентябре 1919 года |
| Орден Трудового Красного Знамени УССР | награждена указом Президиума Всеукраинского центрального исполнительного комитета от 7 ноября 1922 года |                                                               |

Награды частей дивизии:
- 253-й стрелковый ордена Красной Звезды[26] полк

## Память
В честь дивизии в 1975 году переименована улица в Воронеже. На доме № 48А по Московскому проспекту установлена мемориальная доска.
Музеи, посвящённые дивизии, открыты в волгоградской школе № 76 (1968 год) и в воронежской школе № 70 (1984 год).